# آنتاگونیست گیرنده H2

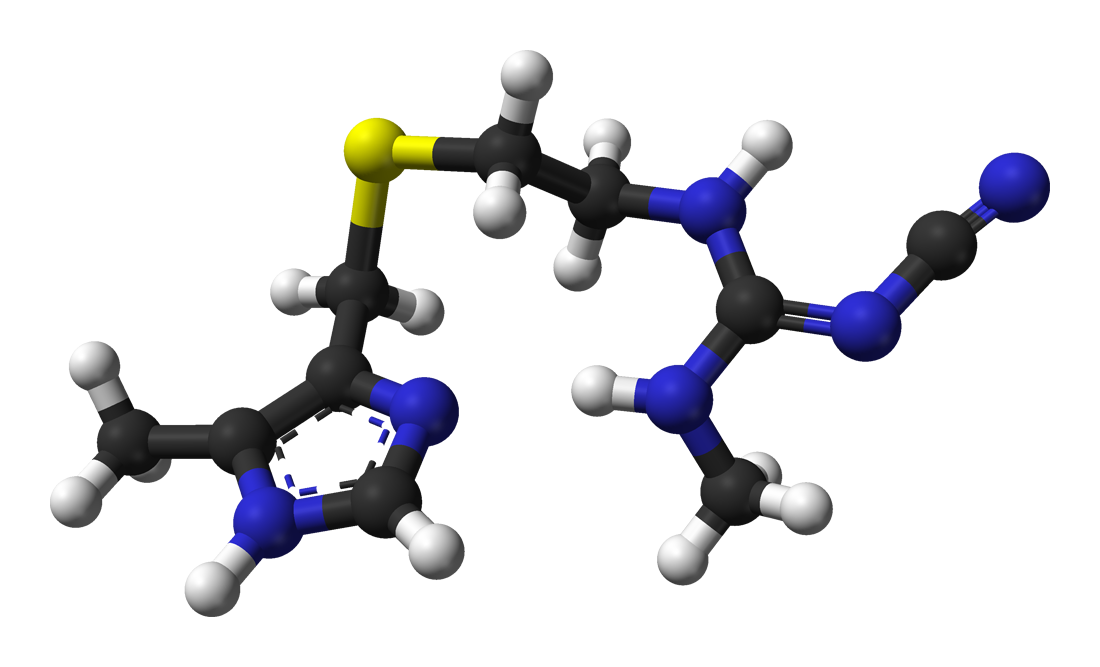
مدل گلوله و میله سایمتیدین، آنتاگونیست اولیه گیرنده H_{۲}

آنتاگونیست‌های H۲ که گاهی به عنوان H2RAs نیز شناخته می‌شوند، دسته‌ای از داروها هستند که عملکرد هیستامین را در گیرنده‌های هیستامین H۲ سلول‌های جداری در معده مسدود می‌کنند. این امر باعث کاهش تولید اسید معده می‌شود. آنتاگونیست‌های H2 را می‌توان در درمان سوء هاضمه، زخم معده و بیماری ریفلاکس معده به مری استفاده کرد. گرچه مهارکننده‌های پمپ پروتون (PPI) از آنها پیشی گرفته‌اند. مشخص شده است که امپرازول از دسته PPI در بهبود و کاهش علائم زخم و رفلاکس معده نسبت به مسدودکننده‌های H۲ رانیتیدین و سایمتیدین موثرتر است.
آنتاگونیست‌های H 2 که همگی به «-تیدین» ختم می‌شوند، نوعی آنتی‌هیستامین هستند. با این حال، در استفاده عمومی، اصطلاح «آنتی‌هیستامین» معمولاً به آنتاگونیست‌های H۱ اشاره دارد که واکنش‌های آلرژیک را تسکین می‌دهند. مانند آنتاگونیست‌های H1، برخی از آنتاگونیست‌های H۲ به دلیل فعالیت سازنده(Constitutive activity) این گیرنده‌ها به عنوان آگونیست معکوس به جای آنتاگونیست گیرنده عمل می‌کنند.
نمونه اولیه آنتاگونیست H2، به نام سایمتیدین، توسط سر جیمز بلک در اسمیت، کلاین و فرنچ – در حال حاضر گلاکسو اسمیت کلاین – در اواسط تا اواخر دهه ۱۹۶۰ ساخته شد. این دارو اولین بار در سال ۱۹۷۶ به بازار عرضه شد و با نام تجاری تاگامت فروخته شد که به اولین داروی بلاک بوستر (دارویی است که در یک سال بیش از یک میلیارد دلار درآمد برای یک شرکت داروسازی ایجاد می‌کند) تبدیل شد. استفاده از وابستگی کمی کنش و ساختار (QSAR) منجر به توسعه عوامل دیگری از این کلاس دارویی شد – که با رانیتیدین شروع شد، ابتدا با نام Zantac فروخته شد. تصور می‌شد پروفایل اثرات نامطلوب بهتر (بعداً اثبات شد)، تداخلات دارویی کمتر و اثربخشی قوی‌تری دارد.

## اعضای این کلاس دارویی
- سایمتیدین (تاگامت)
- رانیتیدین (زانتاک) (از بازار ایالات متحده آمریکا خارج شده، در اتحادیه اروپا و استرالیا به دلیل متابولیت‌های سرطان زا به حالت تعلیق درآمده است)
- فاموتیدین (پپسید)
- نیزاتیدین (تازاک، اکسید)
- روکساتیدین
- لافوتیدین (Stogar, Lafaxid, Ildong Lafutidine)
- لاولتیدین (به دلیل سرطان زایی متوقف شده است)
- نیپروتیدین (به دلیل ایجاد آسیب‌های کبدی از بازار حذف شده است.[۵][۶])
- سوفوتیدین